# Tanga
|                    |                  |
| Tipo               | Imagem           |
| tanga de tira em T | Fundo linear     |
| tanga tipo G       | Fundo triangular |
| tanga em V         | Fundo em V       |
| tanga em Y         | Fundo em Y       |

Uma tanga é um pedaço estreito de tecido ou couro que passa entre as pernas e é unido por um pedaço em forma de corda em volta do quadril, ou frequentemente acima dele, como se vê nas ilustrações, e é usado como a parte de baixo de um biquini ou como roupa de baixo. Já o que é chamado jocosamente de "cordão cheiroso" ou de "fio-dental" é uma peça com as mesmas funções mas que se caracteriza pela forma de corda situar-se na parte traseira da peça, o que lhe confere uma tendência de deslizar entre as nádegas como o fio dental entre os dentes. O fio dental foi uma invenção brasileira, na década de 1970, sendo usado sobretudo pelas brasileiras.
Embora tenha sido usado por décadas por dançarinas, a tanga ganhou grande popularidade nas mulheres da América do Sul, particularmente no Brasil na década de 1970. No Brasil era originalmente um estilo de roupa de banho no qual a parte traseira era tão estreita que poderia desaparecer entre as nádegas de quem a usasse. A tanga em "Y" é uma mistura de tanga com tapa-sexo que é muito utilizado no carnaval brasileiro.
Em países de língua inglesa, este estilo de vestimenta foi chamado de "thong" e "g-string" (corda sol), nome que está em uso pelo menos desde o final do século XIX. A origem da palavra é incerta: pode ter sido uma analogia com a corda mais fina de um violino. Nesses países assim como no Japão a tanga também conquistou o setor de moda principalmente o masculino.

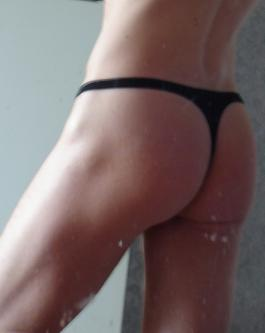
Um homem vestindo uma cueca fio dental masculina

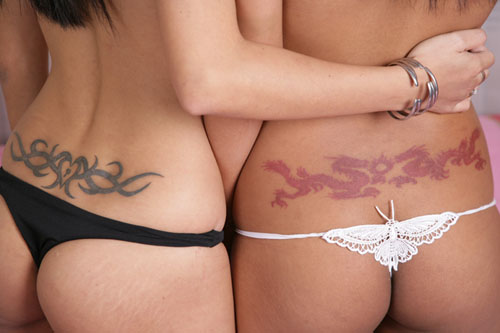
Mulheres vestindo calcinha fio dental feminina

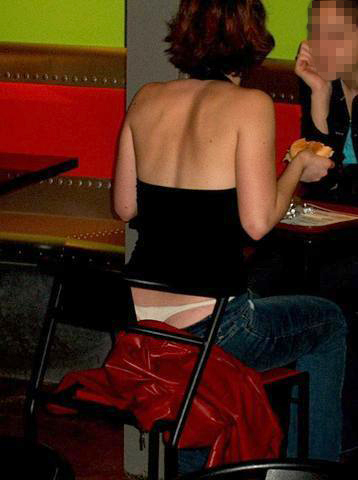
Mulher vestindo calça jeans de cintura baixa e monstrando calcinha fio dental feminina em 2001

Homens e mulheres de muitas tribos na África vestiram tangas por séculos: a palavra "tanga" que teria sido usada por eles veio para o português e o espanhol com esse significado.
No final dos anos 80, a tanga popularizou-se na maior parte do Ocidente e a tanga como roupa íntima ganhou popularidade ao longo dos anos 90. Atualmente no Brasil, a tanga é um dos tipos de roupa íntima mais vendido para as mulheres, enquanto que para os homens brasileiros existe dificuldade de aceitação do uso dessa roupa íntima masculina. Já em países da Europa essa vestimenta é comum tanto para homens quanto em mulheres.
Uma vantagem de usar a tanga é que ela possibilita maior liberdade de movimento, contrapondo o corte das cuecas e calcinhas tradicionais que cobrem toda as nádegas, por isso ela vem se tornando popular para atletas em diversos países. Por esse motivo muitos consideram mais confortável enquanto outros não. Usar a mesma tanga por muito tempo é considerado anti-higiênico, como o seria com qualquer outro tipo de roupa de baixo.
Como muitos ícones da cultura popular, a tanga não passa sem controvérsias. Em 2002, uma loja americana, Abercrombie & Fitch, lançou uma linha de tanga para garotas entre 10 e 16 anos. Vários grupos de consumidores declararam que tangas são extremamente sugestivas, sexualmente falando, opondo-se à sua comercialização.
Muitas cidades litorâneas nos Estados Unidos baixaram leis proibindo o uso de tangas em público, enquanto governos como o da Virgínia fizeram normas proibindo a exposição deliberada de roupas de baixo com o objetivo de impedir a exposição de tangas.